# ماساژ

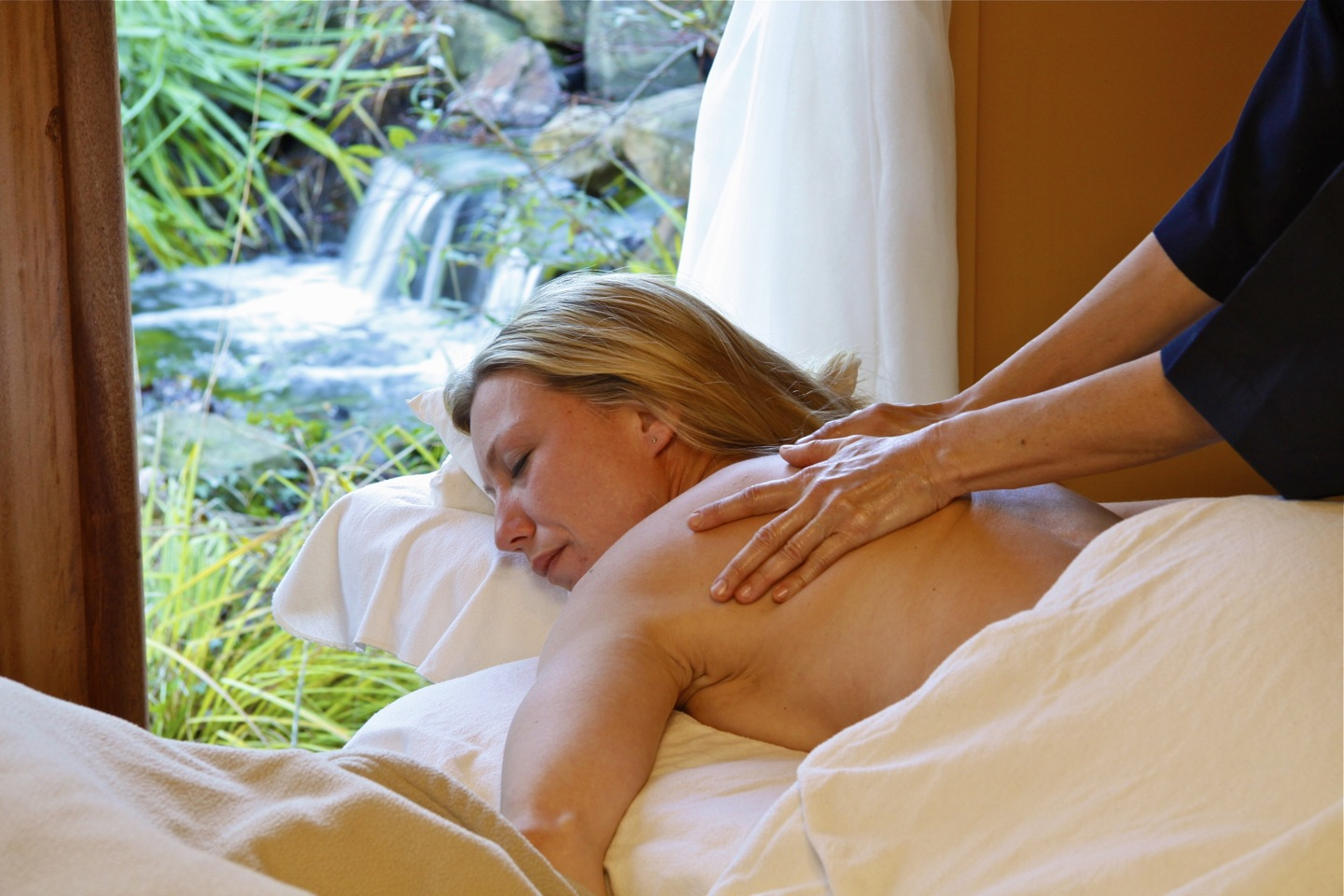
ماساژ پشت و کمر، ژوئن ۲۰۱۱‏

ماساژ (به فرانسوی: Massage) به دستکاری لایه‌های سطحی و عمیق عضلانی و بافت همبند با استفاده از تکنیک‌های مختلف، به منظور افزایش عملکرد، کمک در روند درمان، و ترویج آرامش و آسایش است. ماساژ شامل فشار ثابت یا در حال حرکت یا لرزش، و کمک به حرکات مکانیکی بدن است که می‌تواند با دست، انگشتان، آرنج، زانو، ساعد، و پاها انجام می‌شود. بافت هدف ماساژ شامل عضلات، تاندون‌ها، رباط‌ها، فاسیا، پوست، مفاصل، یا سایر بافت همبند، و همچنین رگ‌های لنفاوی، یا اندام‌های دستگاه گوارش است.
ماساژ بدن جهت رفع خستگی و درمان قدمتی بیش از ۴۰۰۰ سال دارد و ریشه‌های آن در طب سنتی به‌خصوص در آسیای دور و میانه است، یافته‌های باستان‌شناسان و متون تاریخی نشان می‌دهد استفاده از ماساژ بخش مهمی از درمان در دوران قدیم بود. در حال حاضر منافع ماساژ در رفع خستگی عضلات، کاهش درد عضلانی، ایجاد گردش خون بهتر در بدن، رفع اسپاسم‌های موضعی در ناحیه کمر و پشت، کمک به بهبود بیماری‌های مرتبط با ساختار استخوان‌بندی بدن، جلوگیری از خشک‌شدن و محدودیت‌های حرکتی عضلات بدن و کاهش استرس و ایجاد آرامش و بسیاری موارد دیگر ثابت شده و توسط پزشکان توصیه می‌شود.
معمولاً تصور می‌شود که ماساژ یک کار آرامش‌بخش لوکس است، که البته در بعضی موارد واقعاً می‌تواند همین‌طور باشد. اگر چه ماساژ ممکن است یک روش لوکس برای درمان باشد، اما می‌تواند یکی از بهترین روشها برای سم‌زدایی بدن و خارج نمودن انسولین ذخیره شده در بافت سطحی پوست که باعث بروز آکنه می‌شود باشد و عاملی برای جوانی و زیبایی پوست نیز می‌گردد. 
این امر تماماً به نوع ماساژی که گرفته می‌شود بستگی دارد و شیوهٔ استفاده از آن برای ارتقاء وضعیت سلامت و شادابی مؤثر خواهد بود؛ لذا برای از بین بردن سموم و تعادل هورمونی در بدن ماساژی که بر نقاط فشاری روی دستها و پاها، گردن شانه، کمر تمرکز داشته باشد، بسیار مؤثر است. ماساژ سوئدی بسیار مناسب است، اما روش صحیح و انجام آن توسط شخص آشنا به فن، بیماری و درمان حتی می‌تواند تأثیر بیشتری داشته باشد. 
افرادی که ماساژ را از ۲۵ سالگی به بعد هفته‌ای یک بار می‌گیرند در سنین ۳۰ به بعد نسبت به هم سن و سالان که ماساژ نگرفته‌اند جوان تر و زیباتر به نظر می‌رسند. هنگامی‌که ماساژ بر روی این نقاط فشاری که سموم احتمالاً در آنها باقی می‌مانند، تمرکز داشته باشد، فرصتی برای آزاد شدن آنها و خارج شدنشان از بدن وجود خواهد داشت. این نوع ماساژ کمک می‌کند بدن به‌طور طبیعی سم‌زدایی و از چیزهایی که ممکن است فرد را بیمار کرده باشند، خلاص شود. 
ماساژ گرفتن در صورتی که به یک عادت همیشگی و روزانه تبدیل شود اثر بسیار مثبت و بهبود در درمان را سبب می‌شود. همچنین بستن لنگ به دور خود پس از خروج از حمام جزو اصول اصلی حمام سنتی ایرانی بوده که امروزه جای خود را به حوله داده‌است.
ماساژ سبک‌های مختلفی دارد: ماساژ تایلندی، ماساژ سوئدی، ماساژ اروتیک، ماساژ سنگ داغ، ماساژ دیپ تیشو، ماساژ بارداری، ماساژ روسی، ماساژ چینی، آیورودا، ماساژ با ماساژور تفنگی از جمله سبک‌های معروف هستند.

## واژه‌شناسی

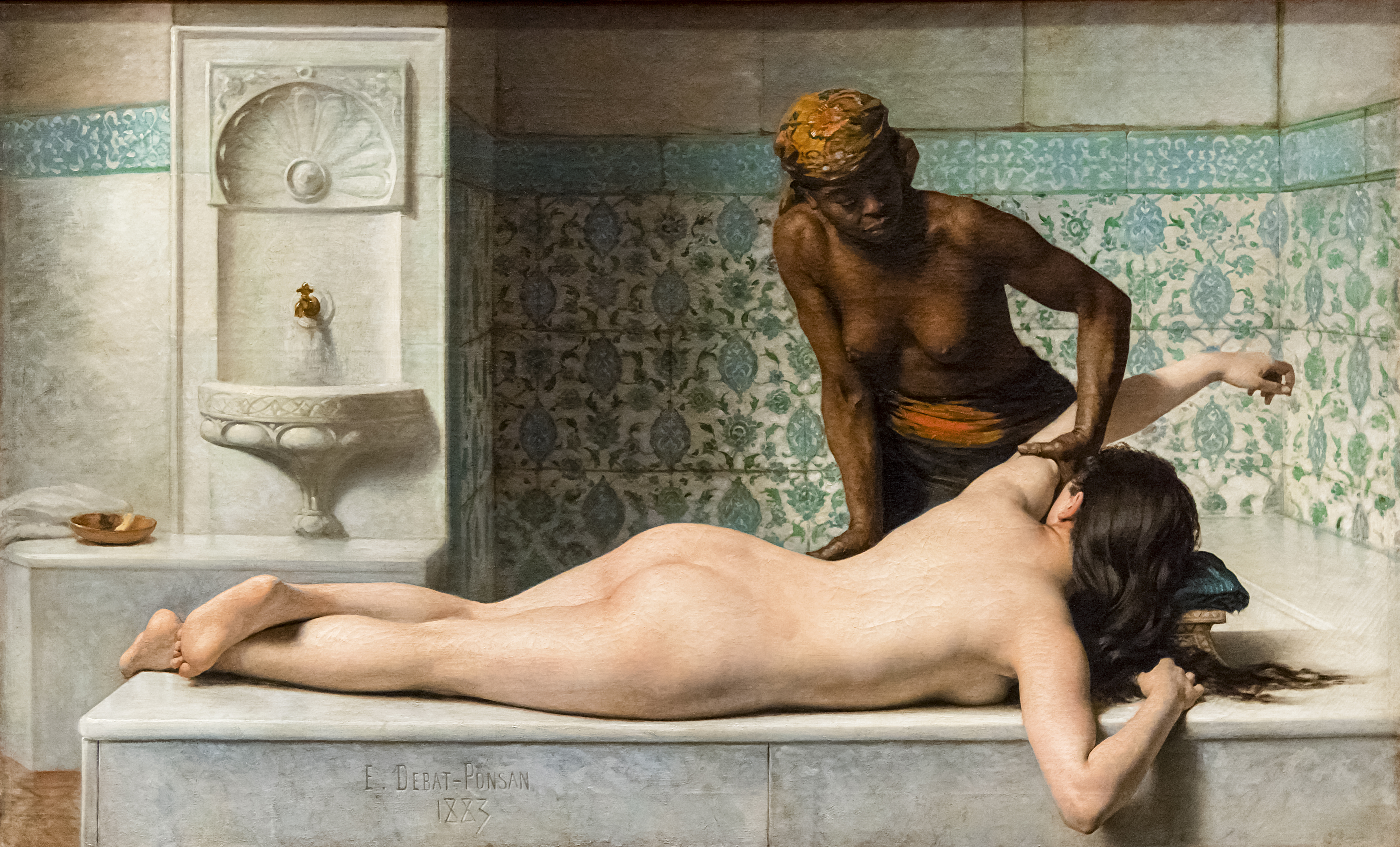
تابلوی ماساژ، نام اثری است از ادوار دبا-پونسان که در سال ۱۸۸۳ میلادی خلق شد. اثر برده‌ای را در حین ماساژ دختری جوان در یک حمام ترکی به تصویر کشیده‌است. این اثر اکنون در موزه آگوستین در تولوز نگه‌داری می‌شود.

در زبان فارسی به فردی که عمل ماساژ را انجام می‌دهد «ماساژور» گفته می‌شود و معادل واژه massotherapist در زبان انگلیسی، و کلمات «ماسیس» (Masseuse، زن ماساژدهنده) و «ماسور» (Masseur، مرد ماساژدهنده) در زبان فرانسوی که همانند عربی دارای تعیین جنسیت در کلمات است می‌باشد؛ شایان ذکر است در فرهنگ و لغتنامه‌های فارسی، کلمات ماسیس و ماسور به‌صورت مستقل دو واژه بومی و مصطلح در فولکلور و ادبیات فارسی هستند نه برگردان از فرانسوی، و شامل معانی‌ای هستند که باعث می‌شود این کلمات مناسب برای قرار گرفتن به عنوان شغل روی یک شخص در زبان فارسی نباشند. 
کلمهٔ «ماساژور» از لحاظ جنسیت نیز بی‌طرف و خنثی است لذا برای هر دو جنسیت مؤنث و مذکر کاربرد دارد. دستگاهی که از آن برای ماساژ استفاده می‌کنند ماساژِر (با کسره روی ژ) (از انگلیسی Massager) گفته می‌شود، همچنین به‌طور کمتر رایج از کلمه «ماساژدهنده» نیز استفاده می‌شود که می‌توان آن را به‌صورت مشترک هم برای فرد ماساژور و هم برای دستگاهی که با آن ماساژ می‌دهند به‌کار گرفت، به شخصی که ماساژ دریافت می‌کند نیز «ماساژگیرنده» گویند. در مورد ریشهٔ کلمهٔ «ماساژور» و تلفظ اصیل آن اطلاعاتی در دست نیست چون چنین کلمه‌ای در زبان‌های فرانسوی و انگلیسی وجود ندارد، 
این کلمه معمولاً به‌صورت ماساژُر تلفظ می‌شود که یا از ترکیب «ماساژ» و پسوند or انگلیسی ساخته‌شده که یک ترکیب غیراستاندارد و ساختگی است یا تلفظ فارسی‌شدهٔ Massager انگلیسی است، این احتمال وجود دارد که اصل آن ماساژور (به‌صورت کشیده همانند سوپ) باشد که در این‌صورت «اور» پسوند دارندگی در فارسی است همانند «مزدور». در هر صورت کلمه ماساژور کلمه ای می‌باشد که تا حال حاضر برای شخص ماساژدهنده هم در عرف رسمی اعم از قوانین و آیین‌نامه ها یا تعریف عناوین شغلی و هم در عرف جامعه کاربرد دارد.

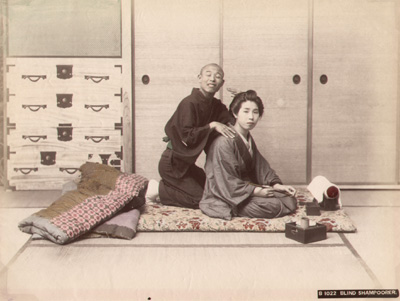
تصویر ثبت شده از ماساژ زن درباری ژاپن، حوالی ۱۸۸۵

تصور غالب بر این است که کلمهٔ «massage» از واژه عربیِ «مَسَّ» به معنای «دست‌زدن» گرفته‌شده، با اینحال ادعاهایی وجود دارد که از واژه مسا (massa) در زبان لاتین به معنای «جِرم، خمیر» گرفته شده‌است. برخی دیگر از واژه شناسان احتمال یونانی یا فرانسوی الاصل بودن این واژه را می‌دهند.
فرهنگستان زبان و ادب فارسی واژهٔ ورزمان را به‌عنوان برابر فارسی برای «ماساژ» (massage) در فرانسوی و انگلیسی پیشنهاد داده‌است. 
البته همچون کلمه ماساژور اینجا نیز کلمه ماساژ می‌باشد که تا حال حاضر هم در عرف رسمی اعم از قوانین و آیین‌نامه‌ها یا در اسامی اتحادیه‌ها و انجمن‌ها و استانداردها و مدارک رسمی یا دستورالعمل‌های وزارت بهداشت و هم در عرف جامعه کاربرد دارد.
عبارت «مشت و مال» (تلفظ: مُشتُ مال) یکی از معادل‌های قدیمی کلمهٔ «ماساژ» در فارسی امروزی است. به فردی که شغلش مشت و مال دادن بود نیز «مشت و مالچی» می‌گفتند. البته مشت و مال که بیشتر در زورخانه‌ها اجرا می‌شد معنایش اخصّ از دلک بود که بیشتر در گرمابه‌ها انجام می‌شد؛ لذا هر دلاکی، مشت و مالچی نبود و بیشتر مشت و مالچی را کسی می‌دانستند که پس از ورزش پهلوانان را در زورخانه مشت و مال (یا ماساژ) می‌دهد تا کوفتگی و خستگی از بدنشان دور شود؛ لذا مشت و مالچی را بنا به امروز اگر بخواهیم معادل‌سازی کنیم ماساژور ورزشی می‌شود چرا که در ماساژ ورزشی نیز اجرای تکنیکها از ماساژهای معمولی و ریلکسی سنگین تر و عمیق‌تر می‌باشد.
کلمهٔ «دَلّاک» که قدیم در زبان فارسی متداول بود معادل کلمهٔ «ماساژور» در فارسی امروزی است. در ایران قدیم این عمل دلک (دَ ل ک. م عربی) یا غمز (غَ م ز. م عربی) به معنای اخصّ آن نامیده می‌شد.

## پیشینه

ماساژ در مصر باستان

ماساژ ابتدا در دربار شاهان و سپس در حمام‌های عمومی حداقل از دوران پسا اسلامی بدین سو رواج داشته. این کار به وسیله روغن‌های گیاهی و خوشبو، به دور از سرما انجام می‌گرفت. مَثَل مشهور «شیر بی یال و دم و اشکم که دید» مولانا  در دفتر اول مثنوی و نیز داستان توبه نصوح هر دو با مراجعه به دلاک آغاز شده‌است. در منابع اسلامی برای هر روغنی خواصی قید شده و توصیه‌هایی دربارهٔ ماساژ با آن‌ها صورت گرفته‌است.
در ذخیره خوارزمشاهی آمده‌است در طب ایران باستان نیز این عمل را موجب جریان یافتن اخلاط چهارگانه آب (بلغم) باد (دم) خاک (سودا) و آتش (صفرا) در خون و در نتیجه به تعادل رسیدن فوری بدن می‌دانستند.

## سبک‌های اصلی ماساژ

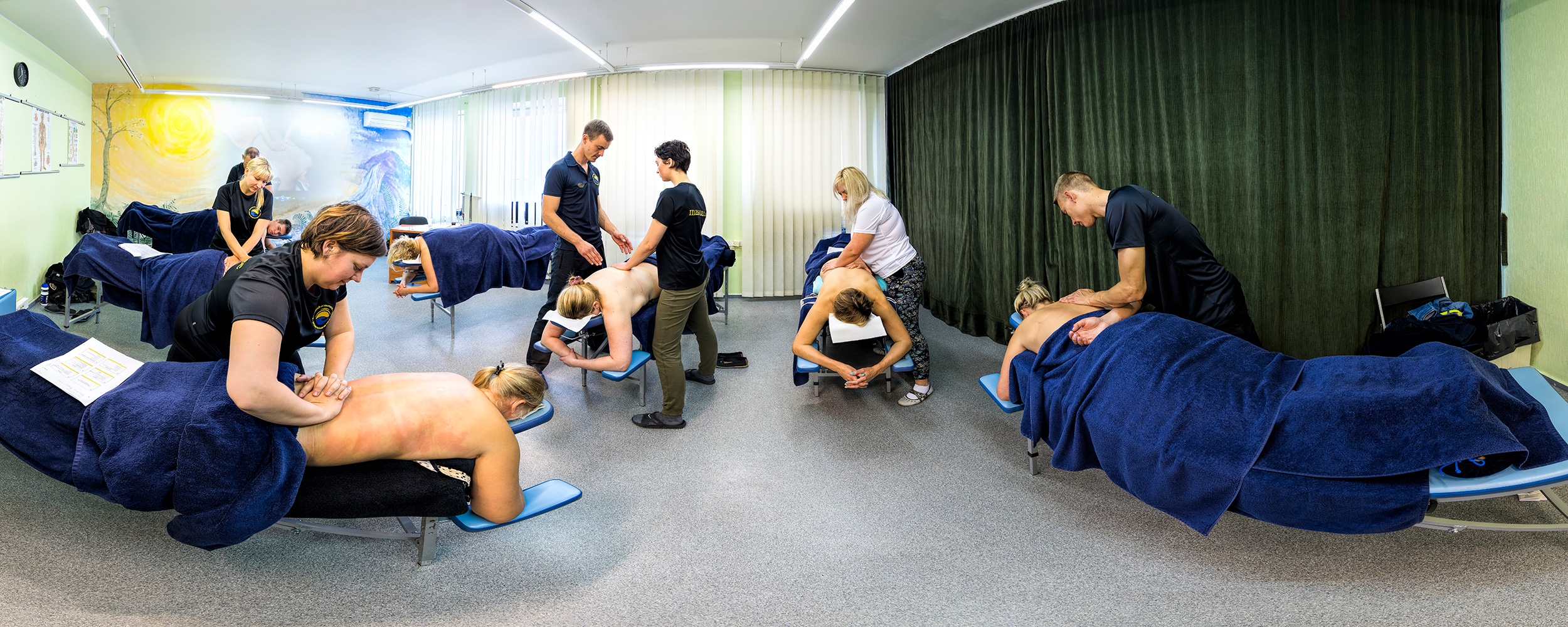
ماساژ استونیایی مشابه ماساژ سوئدی

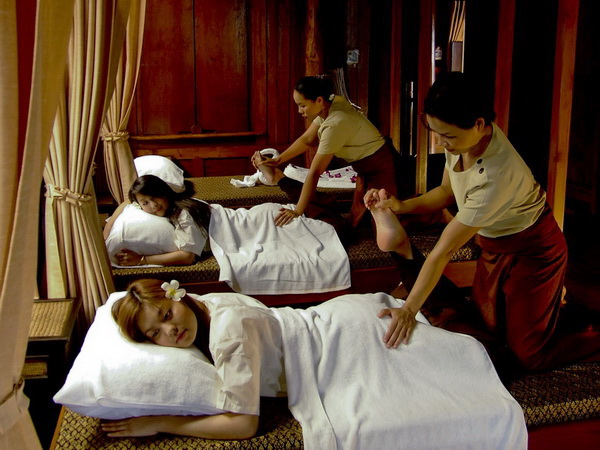
تای ماساژ یا ماساژ تایلندی

ماساژ سبک‌های بسیار زیادی دارد که در سرتاسر جهان از آن استفاده می‌کنند اما اگر بخواهیم ماساژ را به چند سبک اصلی تقسیم کنیم که دیگر سبک‌ها زیرمجموعه آن‌ها قرار بگیرند باید به این شکل از آن‌ها نام برد.
سبک‌های ریلکسیشن : این نوع از ماساژ بیشتر تمرکز خود را در زمان ماساژ بر روی ریلکس کردن بدن فرد ماساژ گیرند می‌گزارد تا آرامش را به ارمغان بیاورد و یکی از مهم‌ترین اصل در این ماساژ برای فرد ماساژ گیرنده به دست آوردن حسی خوب از یک ماساژ آرامش بخش است.
سبک درمانی : این سبک از ماساژ از این رو قابل استفاده شده‌است که نسل انسان اولیه پس از آسیب دیدگی‌های خفیف مثل ضربه خوردن به بافت‌های خارجی بدن، درد در ناحیه کمر، دست‌ها وپاها و… به صورت غیرارادی دست خود را برروی ناحیه شکل‌گیری درد خود گذاشته و شروع به مالیدن می‌کردند، از این رو می‌توان این قریضه انسانی را اولین قدم در شکل‌گیری ماساژهای به وجود آمده امروزی دانست، این سبک از ماساژ بیشترین تمرکز خود را بر روی بهبود وضعیت جسمانی ماساژ گیرنده می‌گذارند تا بهبود وضعیت فیزیکی را برای فرد ماساژ گیرنده به ارمغان بیاورند.
سبک ماساژهای لوکس : این سبک ماساژ از نظر نوع حرکات بیشتر شبیه به ماساژهای ریلکسی هستند و تمرکز کامل خود را بیشتر بر روی ساختن آرامشی فرد ماساژ گیرند و بهبود وضعیت ذهنی آن گزاشته اند از این رو می‌توان این قبیل از سبک‌های ماساژ را بیشتر به ماساژهای ریلکسی تشبیه کرد با این تفاوت اصلی که مواد اولیه ماساژ از مواد خاص و متفاوتی نظیر شکلات، شیرو عسل و… تشکیل شده‌اند.

### گونه‌های دیگر
- نورو (ماساژ)
- ماساژ پروستات
- ماساژ اروتیک
- ماساژ تایلندی
- شیاتسو

## گونه‌ها

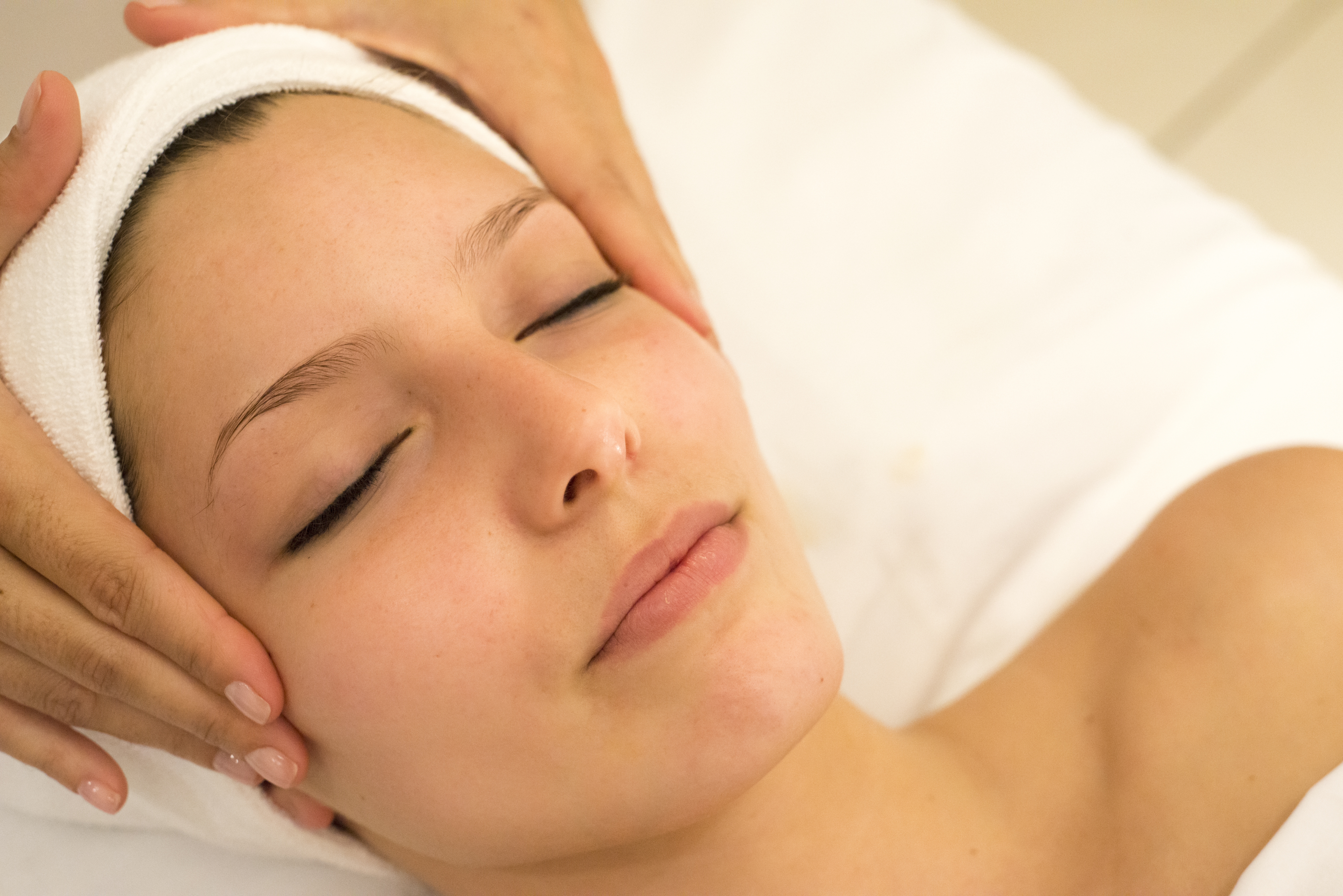
فیشال ماساژ

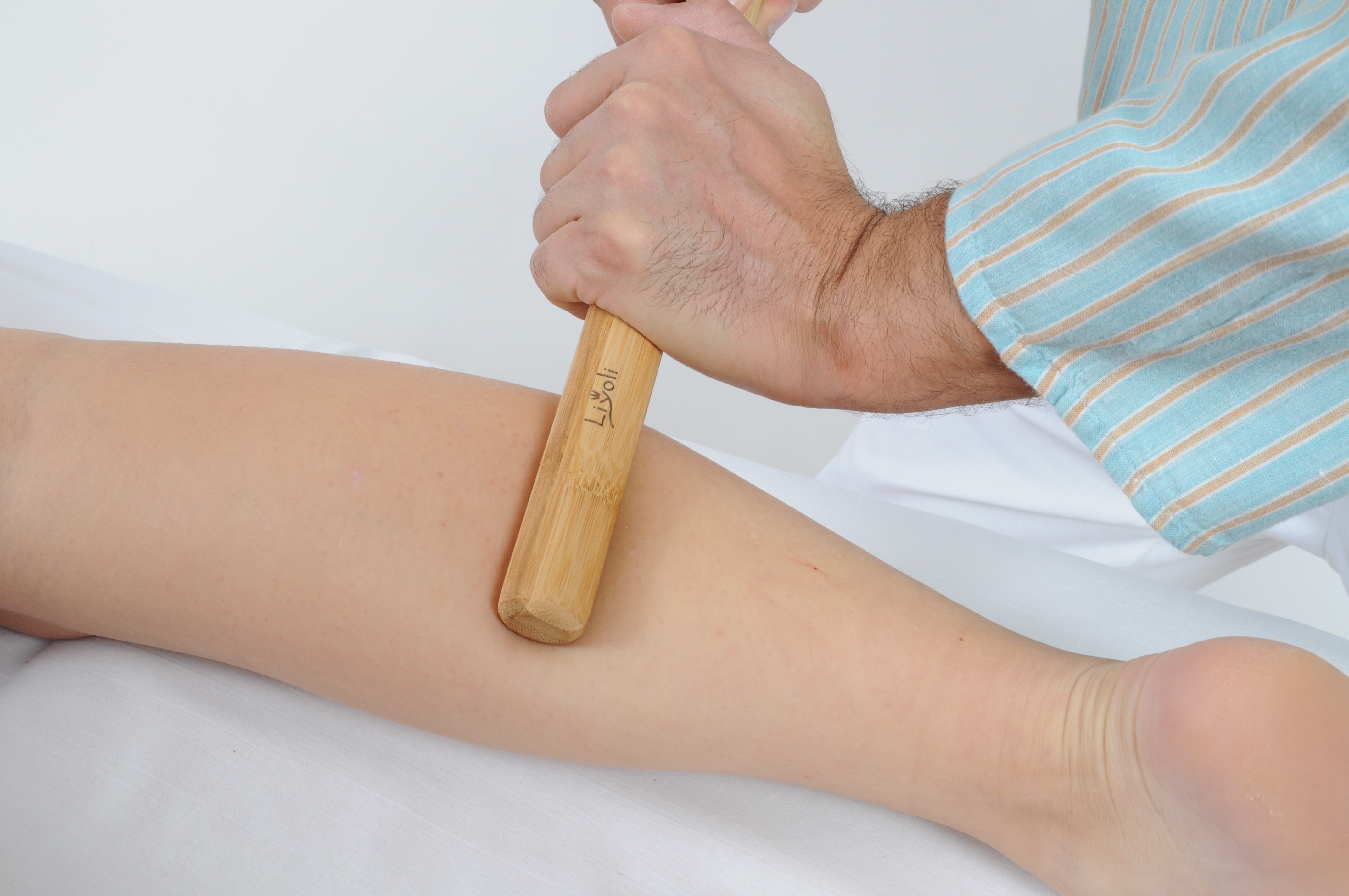
ماساژ پشت پا با بامبو

هنگامی که از ماساژ به عنوان درمان استفاده می‌شود به لحاظ دمایی می‌توان آن را به دو نوع سرد و گرم تقسیم‌بندی کرد:

### ۱- ماساژ سرد
در این نوع ماساژ، ماساژور سعی می‌کند دمای محل و موضع ماساژ را به نحوی پایین بیاورد. به عنوان مثال از کیسه آب سرد یا کیسه یخ و حتی از خود یخ برای پایین آوردن دمای محل ماساژ استفاده می‌شود. برای این کار دستگاه‌ها و وسایلی هم ابداع شده‌است که می‌تواند به روشهای مختلف از جمله استفاده از فن آوری TEC (المان سردکننده) دمای محل ماساژ را پایین بیاورد. عموما ماساژ سرد برای کاهش درد موضعی مفید است. اما این نوع ماساژ امروزه برای زیبایی نیز به کار می‌رود.

### ۲- ماساژ گرم
در این نوع محل ماساژ توسط ماساژور و با استفاده از ابزاری همچون کیسه آب گرم یا سنگ گرم شده و همچنین دستگاه‌هایی که می‌توانند گرمای موضعی قابل تنظیم ایجاد کنند، گرم شده و ماساژ صورت می‌گیرد. گرمای ایجاد شده در محل ماساژ می‌تواند باعث شل شدن عضله و همچنین گردش بهتر خون شده و ماساژ تأثیر بهتر و عمیق‌تری برجای می‌گذارد.
قدیمی‌ترین نوع ماساژ گرم همان ماساژ دلاک‌ها در حمام‌های سنتی ایران است. دلاک ضمن ماساژ (مشت و مال) با ریختن آب گرم بر روی بدن فرد دمای بدن او را بالا برده و باعث افزایش جریان خون در بدن او می‌شود. استفاده از سنگ داغ نیز در میان سرخ پوستان رواج داشته‌است.

## خطرات ماساژ
از خطرات ماساژ می‌توان به اختلالات خون ریزی یا مصرف داروهای رقیق کننده خون، سوختگی یا زخم، ترومبوز سیاه رگی عمقی، عفونت، شکستگی استخوان، پوکی استخوان شدید و ترومبوسیتوپنی شدید اشاره کرد.

## صندلی ماساژ

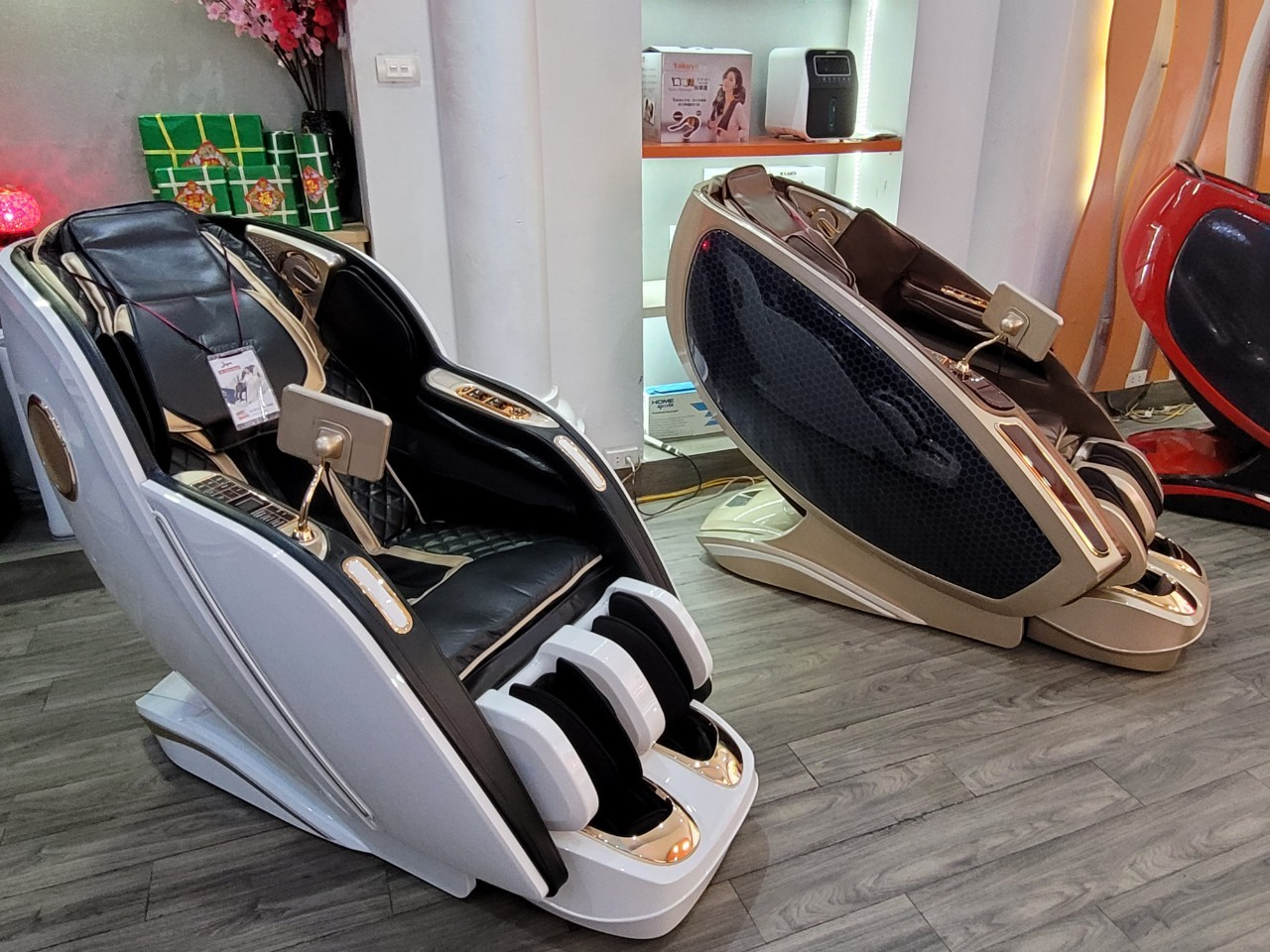
صندلی ماساژور

همچنین با پیشرفت علم و تکنولوژی و اختراع صندلی ماساژ این دستگاه نیز بسار به کمک انسان آمد. و افراد قادر هستند تنها با فشردن یک دکمه به آرامش برسند و رفع خستگی کنند. صندلی‌های ماساژ حالت‌های ماساژ متعددی از جمله ماساژ تایلندی، چینی، ضد استرس و.. را ارائه می‌دهند.

## نگارخانه

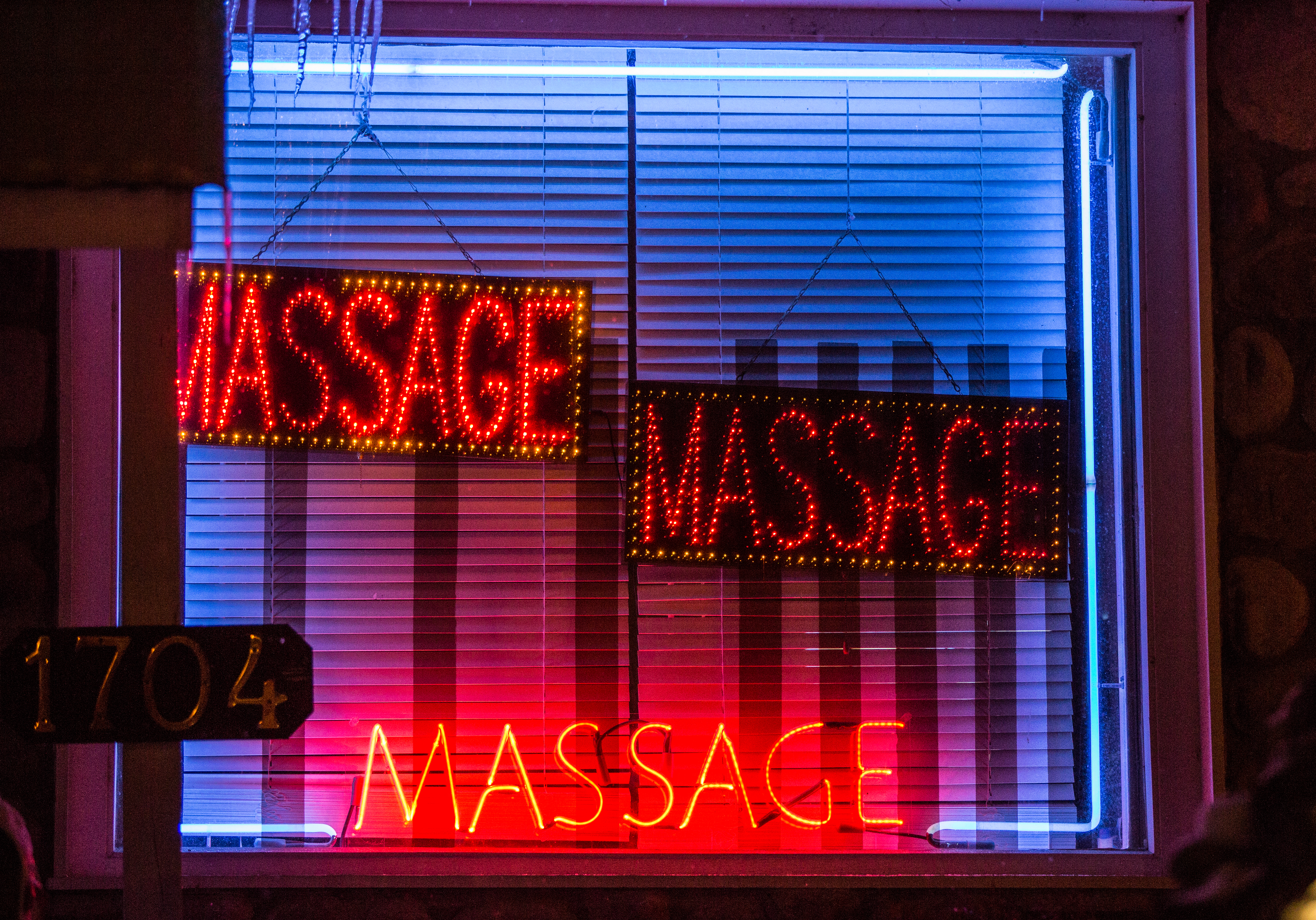
سالن ماساژ
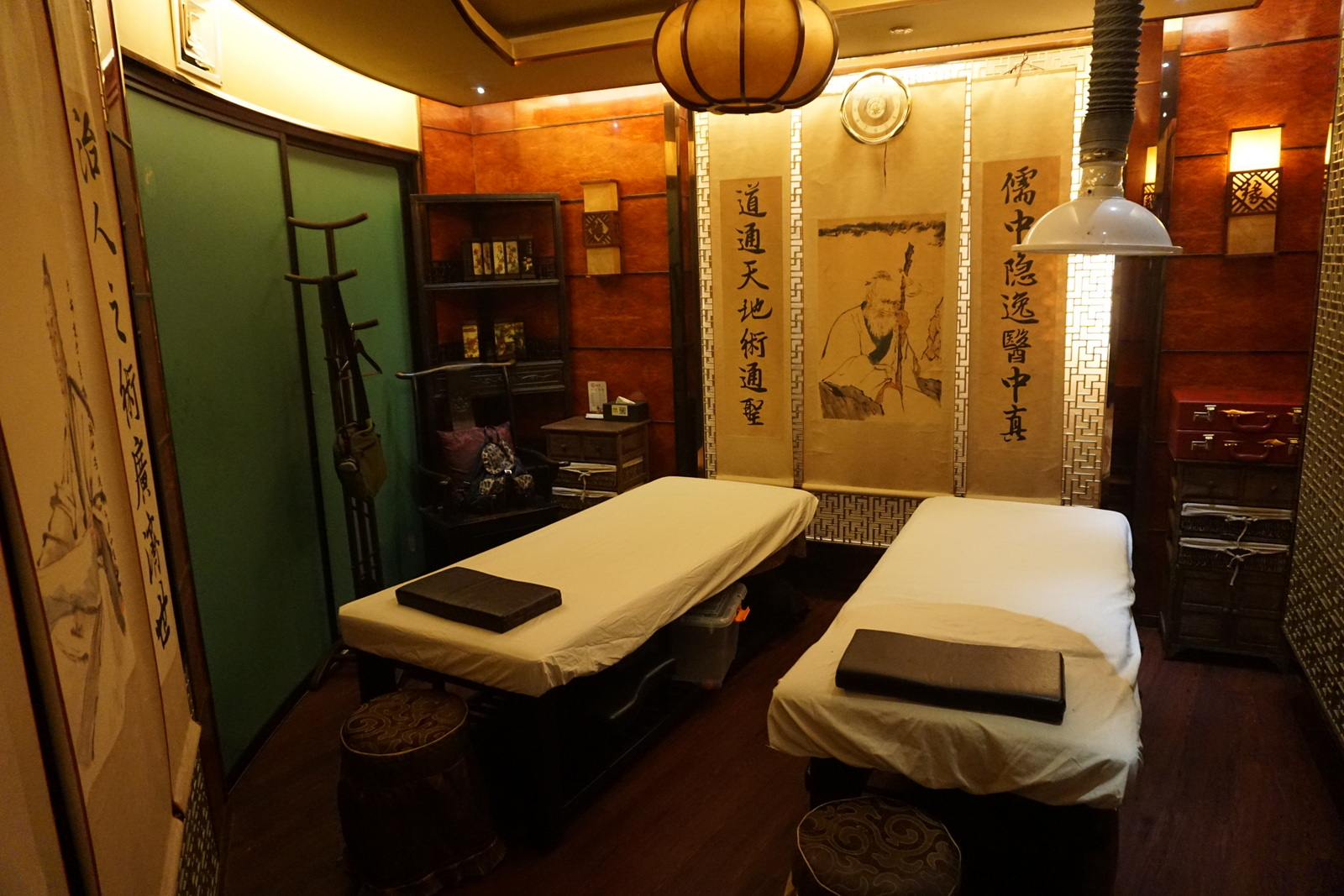
ماساژ روم
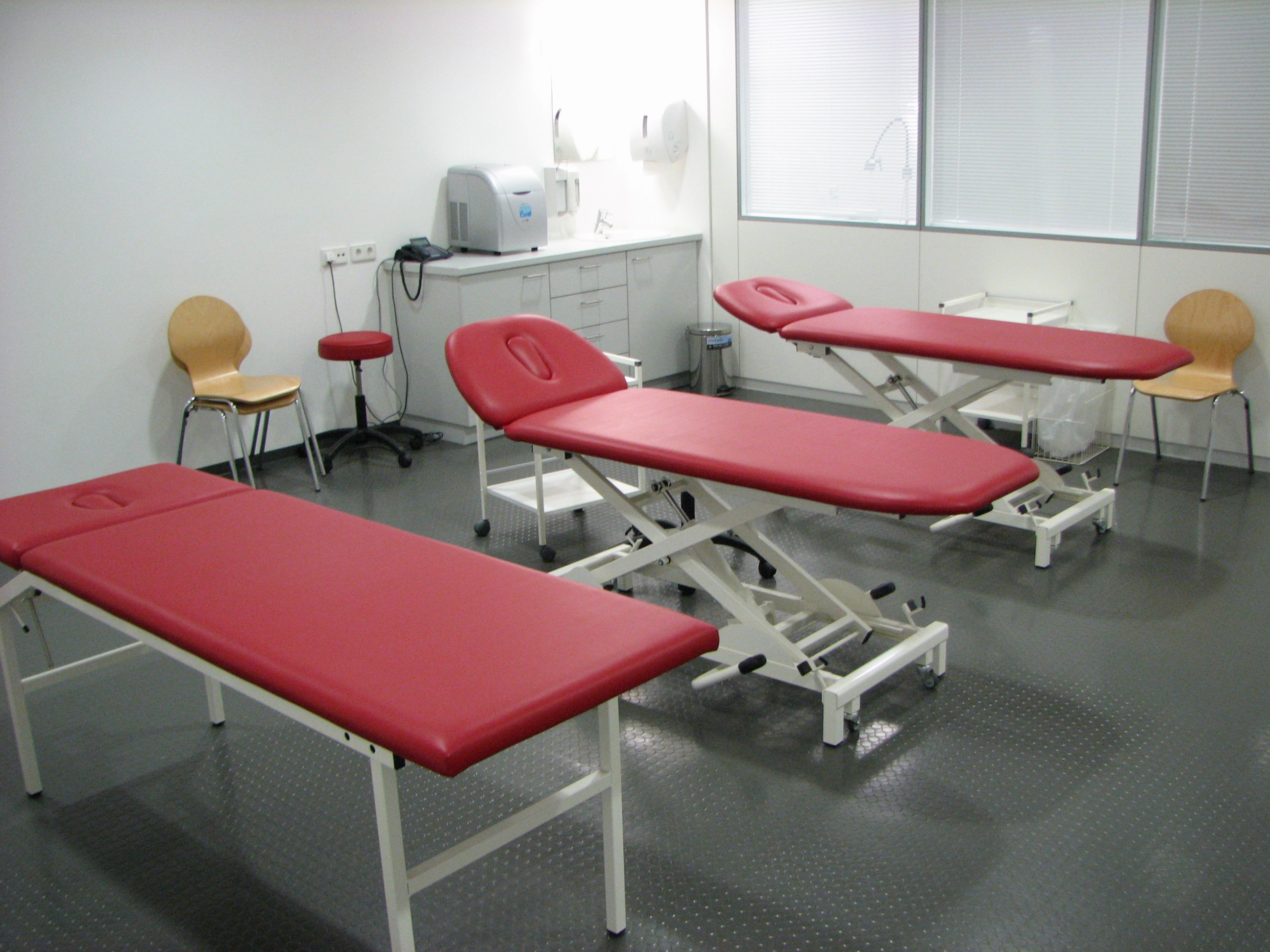
تخت ماساژ دو تیکه
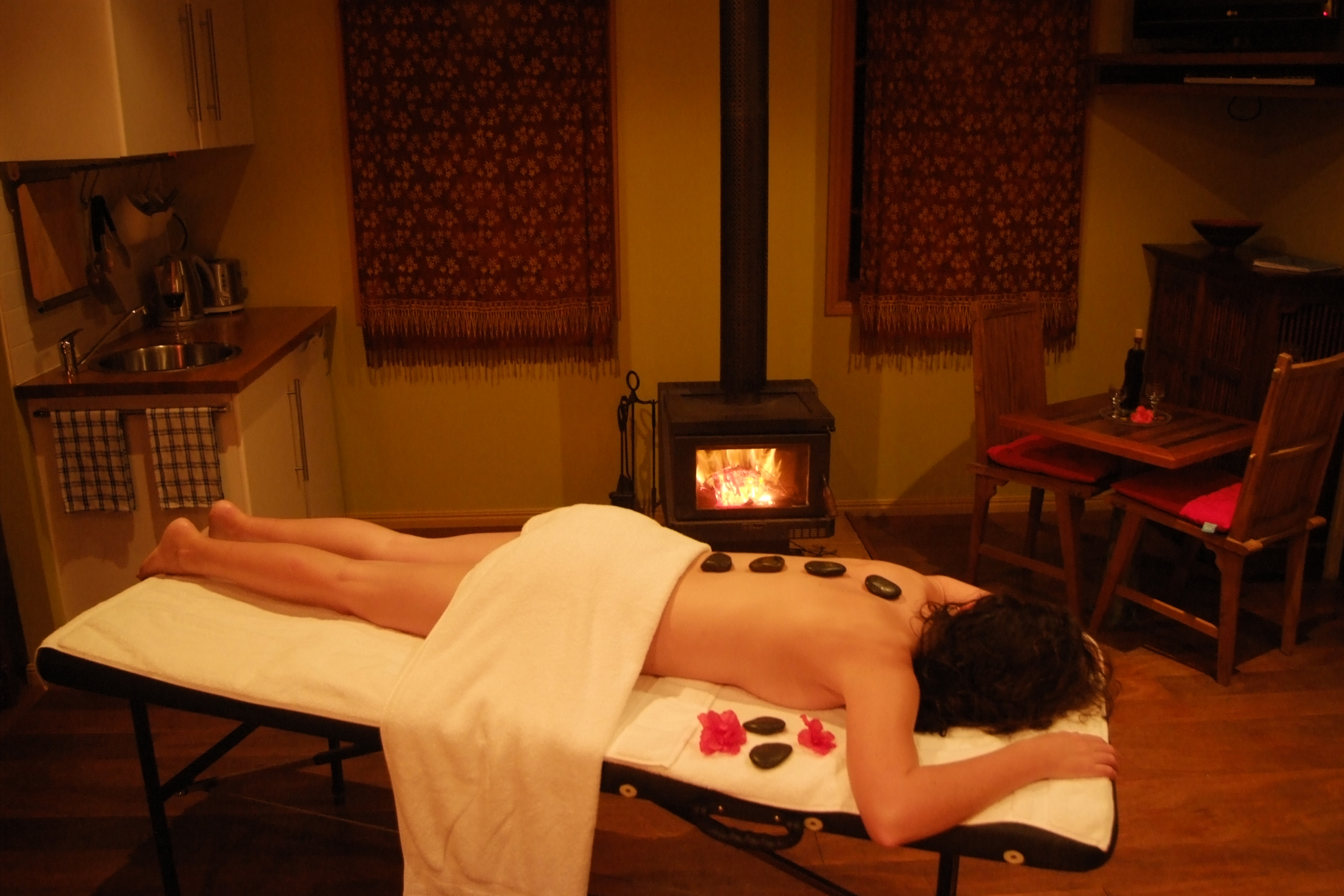
استون ماساژ
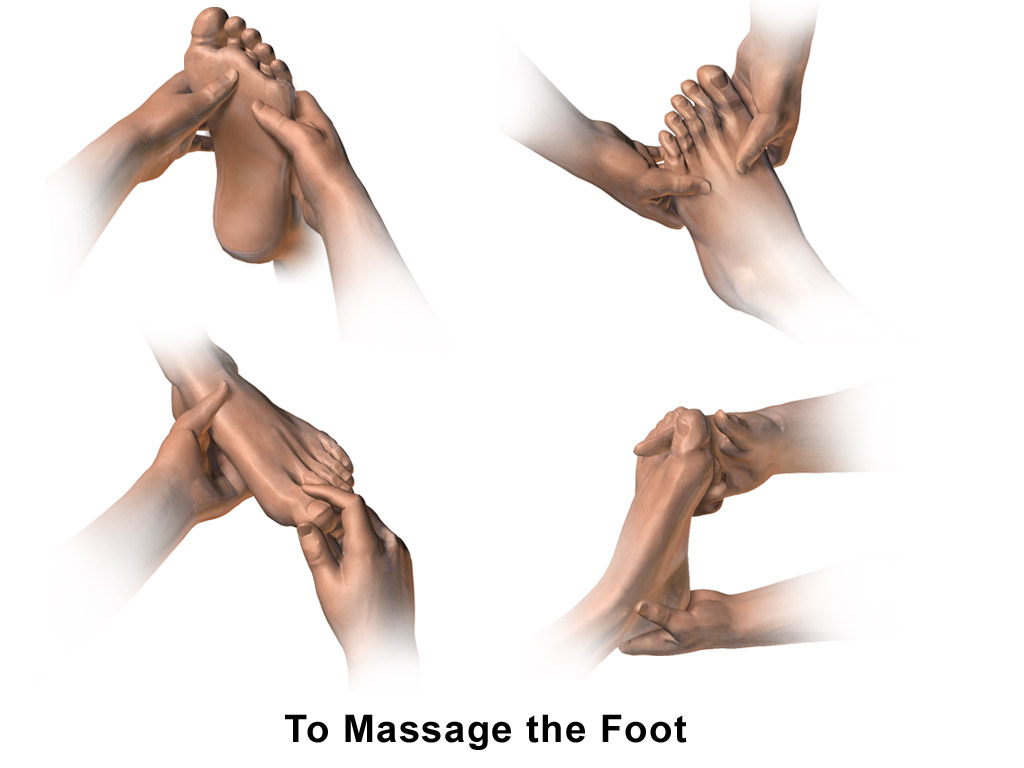
ماساژ پیش‌پا